# Курско-Обоянская операция
Курско-Обоянская наступательная операция — фронтовая наступательная операция правого крыла Юго-Западного фронта, проводившаяся в декабре 1941 — январе 1942 года; часть зимнего контрнаступления Красной Армии 1941—1942 годов. 
Упорные бои на белгородском направлении продолжались в течение 70 дней и после взаимного истощения сил и наступления распутицы закончились безрезультатно. Наряду с другими неудачными наступлениями зимне-весеннего периода 1942 года операция не упоминалась в советской официальной историографии().

## Военно-стратегическая ситуация
После успешного отражения немецкого наступления в битве за Москву советское командование сочло возможным начать наступления на большинстве участков советско-германского фронта от Ленинграда до Чёрного моря с целью добиться решительной победы в течение 1942 года. Военная промышленность, развёрнутая за Уралом, поставляла всё больше вооружений. Красная армии была пополнена очередным призывом. Всё это позволило не только пополнить действующие части РККА, но и создать 9 резервных армий:342.
Одной из наступательных операций весны 1942 года стала Курско-Обоянская операция.

## Замысел операции
В ходе зимнего контрнаступления 1941—1942 года советские войска атаковали противника силами почти всех фронтов, особенно на Северо-Западном, Западном, Брянском и Юго-Западном фронтах. В полосе Юго-Западного фронта в первой половине декабря в ходе Елецкой операции войска 3-й и 13-й армий нанесли поражение немецким войскам. Соседняя с ними с юга 40-я армия сковывала силы противника и атаковала в направлении Черемисиново с рубежа реки Кшень, но почти не продвинулась.
Директивой Сталина от 7 января 1942 года войскам Юго-Западного направления (Главнокомандующий — С. К. Тимошенко) предписывалось перейти наступление силами армий правого фланга Юго-Западного фронта (командующий фронтом — генерал-лейтенант Ф. Я. Костенко): 40-й армии (командующий генерал-лейтенант К. П. Подлас) на Курском направлении и 21-й (командующий генерал-майор В. Н. Гордов) армий — на обоянском направлении, с целью овладеть городами Курск и Обоянь соответственно. В случае успеха наступления, Брянскому фронту было приказано наступать в направлении на Орел с тем, чтобы с севера зайти во фланг и тыл немецкой обороны у Болхова, разгромить противника к югу от Белёва и поддержать наступление Западного фронта с юга.
При этом 40-я армия практически не получила пополнений, а 21-я армия хотя и была введена в бой из резерва фронта, где пополнялась два месяца, но тоже имела значительный некомплект. По сути, каждая из армий представляла собой по усиленному стрелковому корпусу. Подвижных средств развития успеха (танковые соединения) не было вообще, в артиллерии и боеприпасах также имелся большой недостаток. Каждая из армий решала задачи прорыва немецкой обороны самостоятельно, ударные армейские группировки в их составе также не создавались. Выполнение задач прорыва вражеской обороны, таким образом, решали обычные стрелковые дивизии. И, наконец, в операции армии были задействованы даже не полностью, а действовали только частями своих сил (например, в 21-й армии из 5 дивизий в операции участвовали 2); сковывающие и отвлекающие удары практически не применялись. План операции командованием фронта в достаточной степени проработан не был, основная нагрузка по его разработке была возложена на армейские штабы. По сути, операция свелась к самостоятельным действиям двух армий на разобщённых направлениях. Даже их переход в наступление начался разновременно, по мере готовности. Всё это облегчало немецкому командованию отражение советского наступления.
Советским войскам на курско-обоянском направлении противостояли войска левого крыла 6-й немецкой армии (командующий генерал-фельдмаршал Вальтер фон Рейхенау, с 5 января 1942 — генерал танковых войск Фридрих Паулюс (29 армейский корпус) и правого фланга 2-й немецкой армии генерал-полковника Максимилиана фон Вейхса (48 моторизованный корпус). Ими была создана усиленная система обороны, основанная на создании в населённых пунктах и на господствующих высотах мощных узлов обороны с полностью простреливаемыми промежутками между ними.

## Боевые действия
Не получив времени на подготовку операции и без усиления войск, выполняя приказ командования, 40-я армия перешла в наступление 20 декабря 1941 года, имея первоначальной задачей выйти на рубеж реки Тим, а затем наступать на Курск. Продвинувшись с тяжёлыми боями на 10-12 километров, 25 декабря армия штурмом освободила сильно укреплённый посёлок Тим, к 28 декабря 1941 года вышла на рубеж реки Тим и форсировала её.
28 декабря 1941 года на обоянском направлении перешла в наступление и 21-я армия, освободив в первый день 5 деревень, на следующий день — ещё 2 деревни и перерезав железную дорогу Курск — Белгород.
В последующие дни наступление развивалось медленно, сводясь к выдавливанию противника и медленному «прогрызанию» его обороны: 30 декабря 40-я армия заняла 3 деревни (и одну утратила в результате контратаки), 21-я армия взяла 2 деревни. Атаки велись по глубокому снегу, без достаточной разведки. Преобладали повторяющиеся лобовые атаки на одних и тех же рубежах, без надлежащего артиллерийского сопровождения. Действия авиации в условиях преобладающей облачной погоды и снегопадов были эпизодическими и неэффективными.
Определив направления ударов советских войск, немецкое командование оперативно подтянуло на угрожаемые направления свежие части. Немцы вели упорную оборону населённых пунктов, даже оказавшихся в окружении, вынуждая советские войска растрачивать силы в многократных атаках, а когда атакующие части несли большие потери, наносили сильные контратаки, стремясь к воздействию на фланги и тылы.
1 января 1942 года войска 21-й армии, продолжая наступление, вышли к селу и опорному пункту Марьино, но смогли захватить его только на рассвете 4 января. 3 января части 21-й армии овладели поселками Городище, Кривцово и Зоринские Дворы, перехватив шоссе Обоянь — Белгород. 4 января освобождены села Нагольное и Бобрышево (центр Кривцовского района), был ликвидирован ранее блокированный гарнизон в деревне Шахова. 5 января 1942 года советские войска вышли к пригородным сёлам Обояни: Казацкому, Пушкарному и Стрелецкому.
Развернулись ожесточённые затяжные бои за Обоянь. Первые части ворвались на восточную окраину города ещё днём 4 января (160-я стрелковая дивизия). 5 января Обоянь в целом была блокирована.
Противник, укрепившись в городе, оказывал упорное сопротивление. Также резко усилилось его сопротивление и контратаки против других наступавших частей, что фактически привело к остановке их наступления. По всей полосе обеих советских армией развернулись крайне упорные, но безрезультатные бои — войска топтались на одном месте, ведя бои за одни и те же населённые пункты. В Обояни 6 января с большими потерями удалось овладеть укреплёнными зданиями вокзала и элеватора. В ночь на 7 января 1942 года была предпринята решающая попытка освобождения города, за сутки штурма 7 и 8 января советским войскам несколько раз удавалось врываться в центр города, но большей частью каждый раз они были оттеснены оттуда. Только некоторым частям удалось закрепиться в городе, и они вели бой в окружении.
Для перелома в операции в полосе 21-й армии в бой была введена 8-я мотострелковая дивизия НКВД. 8 января 1942 года один полк этой дивизии во взаимодействии с частями 169-й стрелковой дивизии овладел северо-западной окраиной села Казацкое и восточной окраиной Обояни, другие части заняли восточную половину города. 9 января части 8-й мотострелковой дивизии НКВД достигли центра Обояни.
В ходе этих боёв совершил дерзкий 40-километровый рейд по тылам противника батальон 777-го стрелкового полка 227-й стрелковой дивизии под командованием лейтенанта Х. Б. Меликяна. Батальон разгромил 4 гарнизона врага в селе Орловка, хуторах Зоринские Дворы и Веселый Ивнянского района и Пересыпь Обоянского района. Своими действиями он облегчил наступление на обоянском направлении. В бою 8 января 1942 года командир батальона погиб смертью героя. 5 ноября 1942 года ему посмертно было присвоено звание Героя Советского Союза.
С целью удержать Обоянь противник использовал неудачу 227-й стрелковой дивизии, которая с самого начала наступления так и не смогла овладеть станцией Прохоровка. Немцы перешли в контрнаступление севернее Прохоровки и оттеснили от неё части дивизии. 9 января противник начал теснить соседние части 169-й стрелковой дивизии. В связи с создавшейся угрозой окружения со стороны Зорино, Большая Псинка, Нагольное и отсутствием боеприпасов и горючего 10 января был получен приказ на отвод войск из Обояни. Хотя советское командование стремилось и далее блокировать гарнизон Обояни до снятия угрозы немецкого обхода, а потом повторить штурм города, сделать это не удалось.
Немцы оттеснили советские войска примерно на 20 километров от Обояни, в район села Красниково. Советские части заняли оборону примерно на том же рубеже, откуда началось наступление. С 11 января начались упорные бои на этом рубеже, стороны изматывали друг друга взаимными атаками.
Севернее части 40-й армии к 6 января с трудом вышли на рубеж реки Сейм, преодолели её по льду и к 8 января вышли в район 28—30 километров южнее и юго-восточнее Курска. Но сил для решающего удара по Курску у армии уже не было. С 10 января немецкие части также начали сильные контратаки, остановив советское наступление. 15 и 18 января армия вновь пыталась прорвать оборону врага, но достигла только самого незначительного продвижения. Особо упорные бои шли в районе села Выползово
 (занято советскими войсками 15 января, отбито врагом 23 января, вновь освобождено 24 января).
С 18 января советские войска вновь перешли в наступление, перенеся главный удар на щигровское направление. На этот раз наступление увязывалось с действиями левого крыла войск фронта, начавшими в этот день Барвенковско-Лозовскую операцию.
В полосе 40-й армии специально сформированная группа генерала В. Д. Крючёнкина перешла в наступление с рубежа реки Тим, прорвала оборону и заняла несколько деревень. 21-я армия левым флангом вновь перешла в наступление на Обоянь, 38-я армия — на Белгород. В последующие дни группа Крючёнкина медленно продвигалась к Щиграм, а наступление 21-й и 38-й армии застопорилось почти сразу. К 23 января немцам удалось остановить и наступление группы Крючёнкина, не дошедшей до Щигров 20 километров. Там развернулись жестокие бои, продолжавшиеся до 5 февраля. В итоге группа попала в окружение и с потерями вынуждена была пробиваться оттуда.

## Результаты
В целом в ходе операции советские войска не достигли поставленных целей, несмотря на упорные атаки и героизм личного состава. В полосе наступления 40-й армии линия фронта к концу операции была отодвинута от 15 до 35 километров на северо-запад, в полосе 21-й армии осталась примерно там же, где была в начале операции.
Потери советских войск составили в период с 2 по 26 января 1942 года — 10 586 человек безвозвратных потерь, 19 996 человек санитарных потерь . Потери немецких войск неизвестны.
Причины неудачи характерны для всех прочих наступательных операций советских войск зимой 1941—1942 годов: неправильное планирование наступление (немецкую оборону самостоятельно прорывали не только каждая армия, но и каждая участвующая в наступлении дивизия), крайне малый срок на подготовку, отсутствие превосходства над противником, отсутствие ударных танковых соединений, острый недостаток артиллерии, неграмотные тактические действия (постоянные атаки одних и тех же рубежей и населённых пунктов на одних направлениях с большими потерями). Обстановка усугублялась холодной зимой с высоким снежным покровом.
В отчёте штаба Юго-Западного фронта о проведении Обоянской операции причины этой неудачи сводились к неудачным действиям командования армии и дивизий: неудовлетворительная разведка, недостаточная подготовка действий войск, потеря управления войсками на поле боя. Оценивая результаты наступления, его участник С. П. Иванов пришёл к выводу, что причины неудач РККА гораздо глубже: 

«Главное заключалось в том, что нарушался принцип последовательного сосредоточения сил: трем армиям, которые по составу едва равнялись стрелковым корпусам без средств усиления, были поставлены задачи одновременно овладеть Курском, Обоянью, Белгородом — и это при существенном превосходстве противника, наличии у него организованной обороны, системы артиллерийского огня и, наконец, при самых неблагоприятных условиях погоды».— Иванов С. П. Штаб армейский, штаб фронтовой. М., 1990. С. 197.
В советское время данная операция не исследовалась и практически не упоминалась.

## Анализ
Американский историк Дэвид Гланц проводит аналогию с другими наступательными операциями РККА в зимне-весенний период 1941-42 годов, также закончившимися неудачно при значительных потерях. К таким операциям, по мнению Гланца, относятся:
- - Демянская наступательная операция (1 марта — 30 апреля)
  - Любанская наступательная операция (7 января — 30 апреля)
  - Ржевско-Вяземская стратегическая наступательная операция (7 января — 18 февраля)
  - Болховская операция (24 марта — 3 апреля)
  - Барвенково-Лозовская операция (7 января — 30 апреля)
  - Крымское наступление (27 февраля — 15 апреля 1942 г.)

Причиной неудач советских наступлений, по мнению Гланца, стала общая недооценка Ставкой ВГК сил вармахта и переоценка возможностей Красной Армии, а также распыление сил РККА на множество направлений.

### Комментарии
1. ↑  В советской историографии было принято считать концом наступления 26 января. Однако бои не прекращались до начала весенней распутицы. Таяние снегов в районе боев началось 24 марта[3].
2. ↑  1 января 1942 года состоялось расширенное заседание Ставки ВГК — высшего командного органа СССР. На заседании присутствовали: начальник генштаба Б. М. Шапошников и его заместитель А. М. Василевский, члены ГКО Г. М. Маленков и Л. П. Берия, а также член ГКО Н. А. Вознесенский, отвечавший за планы по производству вооружений.

Обсуждался вопрос стратегических планов на 1942 год. Основной доклад делал Шапошников. Предлагалось начать наступление на всех участках фронта — северном, центральном и южном — с целью добиться решительной победы уже в 1942 году. В обсуждении выступили Г. К. Жуков и Н. А. Вознесенский. Вознесенский сообщил, что материальных ресурсов СССР не хватит для реализации столь масштабного плана. Жуков считал, что следует не распылять ресурсы по всем направлениям, а сконцентрировать их на центральном участке фронта, как наиболее важном. Итог обсуждению подвёл Сталин, указавший, что нужно не ссылаться на трудности, а искать пути их преодоления. План всеобщего наступления был утверждён; соответствующие приказы были разосланы командующим фронтами[5]:297, 298.
3. ↑  Сталинский метод «Наступления по всему фронту» применялся и в дальнейшем в ходе войны, что зачастую приводило к неоправданным потерям при ограниченных результатах[6].
4. ↑  При этом в труде «Россия и СССР в войнах XX века» начало операции датировано 3 января 1942, хотя фактически она началась намного раньше — 20 декабря 1941 года. Таким образом, потери советских войск в период с 20 декабря 1941 по 2 января 1942 года включительно этим источником не охватываются и, следовательно, приведённые сведения являются не полными.
5. ↑  Отсутствуют в советских/российских источниках
6. ↑  Под третьей армией имеется в виду 38-я армия, в это же время пытавшаяся наступать на Белгород.
7. ↑  В ноябре 2015 Дэвид Гланц был награждён медалью Министерства обороны России «За укрепление боевого содружества» за объективное освещение роли Красной Армии во Второй мировой войне[14].
8. ↑  Сталинская доктрина «Наступления по всему фронту» применялась и в дальнейшем в ходе войны, что зачастую приводило к неоправданным потерям при ограниченных результатах[6].

### Координаты
1. ↑  Село Выползово:51°12′37″ с. ш. 37°59′10″ в. д.HGЯO

### Сноски
1. 1 2  РОССИЯ И СССР В ВОЙНАХ XX ВЕКА. Дата обращения: 15 февраля 2015. Архивировано 24 февраля 2021 года.
2. ↑  Erickson, 2003, с. 303.
3. ↑  Исаев, 2005, Глава 22.
4. 1 2  Glantz, 2001, p. 31.
5. 1 2  Erickson, 2003, Chapter 8. Stalin's First Strategic Offensive: January — March 1942, pp. 297—342.
6. 1 2  Glantz, 2001, p. 27.
7. 1 2 3 4 5 6 7 8  Немцев А. Д. Боевые действия советских войск на территории Центрального Черноземья осенью 1941 — летом 1942 г. (по материалам Курской области): Диссертация на звание кандидата исторических наук. — Курск, 2006. — 423 с.
8. ↑  А. Н. Манжосов, А. Д. Немцев. Курско-Обоянская наступательная операция (январь 1942 г.). Стр. 140—146//Обоянь и обоянцы в отечественной и зарубежной истории и культуре: сборник материалов межрегиональной научной конференции (г. Обоянь, 21 апреля 2012 г.) / ред.-сост. А. И. Раздорский. — Обоянь, 2013. — 341 с.
9. ↑  Erickson, 2003, Chapter 8. Stalin's First Strategic Offensive: January — March 1942, с. 301.
10. 1 2  Сводки Генштаба РККА: 1 окт. — 31 дек. 1941, 2008.
11. 1 2 3 4 5 6 7 8 9  Сводки Генштаба РККА: 1 янв. — 30 июня 1942, 2008.
12. ↑  Наградной лист на присвоение Х. Б. Меликяну звания Героя Советского Союза // ОБД «Память народа»
13. ↑  Герои Советского Союза: Краткий биографический словарь / Пред. ред. коллегии И. Н. Шкадов. — М.: Воениздат, 1988. — Т. 2 /Любов — Ящук/. — 863 с. — 100 000 экз. — ISBN 5-203-00536-2.
14. ↑  Американского военного историка наградили медалью Минобороны России Архивная копия от 26 октября 2020 на Wayback Machine // Лента.ру, 15.02.2016
15. ↑  Glantz, 2001, p. 30.
16. ↑  Glantz, 2001, pp. 26—30.